# دوميترو سيوبوتارو
دوميترو سيوبوتارو (بالرومانية: Dumitru Ciobotaru)‏ (مواليد 8 يناير 1927) هو ملاكم روماني، مثّل بلاده في الألعاب الأولمبية الصيفية 1952.

## روابط خارجية
دوميترو سيوبوتارو على موقع أوليمبيديا (الإنجليزية)